# Prolactinoma
Prolactinoma é um tumor benigno glandular (adenoma) da hipófise(glândula pituitária), que produz prolactina. É o tipo de tumor mais frequente na hipófise. mais frequente em mulheres em idade fértil. Causa infertilidade e disfunção sexual em homens e mulheres.

## Sinais e sintomas
Os altos níveis de prolactina causam:
- Amenorreia (desaparecimento da menstruação)
- Galactorreia (Produção de leite excessiva, infrequente em homens)
- Perda de cabelo axilar e púbico
- Hipogonadismo (redução da produção de hormônios sexuais)
- Ginecomastia (um aumento no tamanho do peito em homens)
- Perda do desejo sexual e disfunção erétil

Esse tumor pode causar perda da visão periférica (Bitemporal hemianopsia) quando cresce muito e comprime o quiasma óptico(por onde cruzam os nervos ópticos).

## Tratamento
O tratamento medicamentoso é feito cabergolina, um agonista dopaminérgico com boa eficácia e tolerabilidade. É a causa mais comum de hiperprolactinemia(excesso de prolactina).